# Лыжные гонки на чемпионате мира по лыжным видам спорта 2019 — эстафета 4×5 км (женщины)
Соревнования в эстафетной гонке 4 по 5 км среди женщин на чемпионате мира по лыжным видам спорта 2019 года в Зеефельде прошли 28 февраля.
На третьем этапе Шарлотт Калла выиграла у Астрид Якобсен около 20 секунд, обеспечив Стине Нильссон преимущество над Терезой Йохауг перед последним этапом. Йохауг сумела отыграть отставание, но на финише одна из лучших спринтеров мира Нильссон не оставила норвежке шансов.
Сборная Швеции впервые в истории чемпионатов мира по лыжным видам спорта одержала победу в женской эстафете. Ранее на счету шведок было 5 серебряных и 6 бронзовых наград. Калла завоевала медаль в эстафете на шестом чемпионате мира подряд. Сборная России завоевала бронзовые награды второй раз за последние семь чемпионатов мира.

## Медалисты
| Золото                                                                    | Серебро                                                                            | Бронза                                                                           |
| Швеция · Эбба Андерссон · Фрида Карлссон · Шарлотт Калла · Стина Нильссон | Норвегия · Хейди Венг · Ингвильд Эстберг · Астрид Уренхолт Якобсен · Тереза Йохауг | Россия · Юлия Белорукова · Анастасия Седова · Анна Нечаевская · Наталья Непряева |

## Результаты
| Место | Номер | Страна    | Спортсменки                                                              | Время                                     | Отставание |
| ----- | ----- | --------- | ------------------------------------------------------------------------ | ----------------------------------------- | ---------- |
| 1     | 2     | Швеция    | Эбба Андерссон Фрида Карлссон Шарлотт Калла Стина Нильссон               | 55:21.0 14:43.7 14:28.7 13:00.7 13:07.9   |            |
| 2     | 1     | Норвегия  | Хейди Венг Ингвильд Эстберг Астрид Уренхолт Якобсен Тереза Йохауг        | 55:24.1 14:44.1 14:26.9 13:20.9 12:52.2   | +3.1       |
| 3     | 3     | Россия    | Юлия Белорукова Анастасия Седова Анна Нечаевская Наталья Непряева        | 57:24.8 14:43.5 14:39.5 14:09.3 13:52.5   | +2:03.8    |
| 4     | 6     | Германия  | Виктория Карл Катарина Хенниг Сандра Рингвальд Лаура Гиммлер             | 58:07.3 14:51.1 14:31.1 14:12.1 14:33.0   | +2:46.3    |
| 5     | 5     | США       | Джулия Керн Сэйди Бьорнсен Рози Бреннан Джессика Диггинс                 | 58:27.0 15:27.7 15:02.7 13:46.6 14:10.0   | +3:06.0    |
| 6     | 6     | Финляндия | Лаура Мононен Криста Пярмякоски Риита-Лииса Ропонен Эвелина Пииппо       | 59:08.7 15:02.3 14:53.7 14:07.7 15:05.0   | +3:47.7    |
| 7     | 9     | Италия    | Анна Комарелла Луция Скардони Элиза Брокар Илария Дебертолис             | 59:15.9 14:54.5 15:50.1 13:59.3 14:32.0   | +3:54.9    |
| 8     | 12    | Франция   | Анук Февр-Пикон Лора Шамьо Метраль Дельфин Клодель Флора Дольси          | 59:21.9 15:13.2 15:21.3 14:18.7 14:28.7   | +4:00.9    |
| 9     | 8     | Словения  | Катя Вишнар Анамария Лампич Аленка Чебашек Ева Уревц                     | 59:42.2 15:52.6 15:08.1 14:08.1 14:33.4   | +4:21.2    |
| 10    | 7     | Швейцария | Лаурин ван дер Графф Надине Фендрих Лидия Хирникель Натали фон Зибенталь | 59:51.9 16:18.7 14:47.6 14:46.8 13:58.8   | +4:30.9    |
| 11    | 11    | Чехия     | Катержина Разимова Петра Хинчицова Петра Новакова Сандра Шютцова         | 1:00:14.0 15:20.5 15:36.5 14:28.9 14:48.1 | +4:53.0    |
| 12    | 13    | Канада    | Кэтрин Стюарт-Джонс Эмили Нисикава Сендрин Брауни Дарья Битти            | 1:00:23.7 15:16.8 15:26.3 15:15.0 14:25.6 | +5:02.7    |
| 13    | 10    | Польша    | Моника Скиндер Юстина Ковальчик Изабела Марчич Урсула Летоха             | 1:00:25.7 16:47.7 14:47.6 13:54.4 14:55.9 | +5:04.7    |
| 14    | 14    | Япония    | Масако Исида Кодзуэ Такидзава Мики Кодама Сумико Исигаки                 | 1:01:24.0 14:54.9 16:02.7 15:00.2 15:26.2 | +6:03.0    |
| 15    | 15    | Казахстан | Анна Шевченко Ирина Быкова Марина Матросова Валерия Тюленева             | 1:02:12.4 15:43.1 16:10.7 15:29.5 14:49.1 | +6:51.4    |
| 16    | 17    | Китай     | Чи Чуньсюэ Ма Цинхуа Мэн Хунлянь Ли Синь                                 | LAP 15:46.0 17:04.5 LAP                   |            |
| 17    | 16    | Украина   | Юлия Кроль Татьяна Антипенко Валентина Каминская Виктория Олех           | LAP 16:53.8 16:34.8 LAP                   |            |